# Rhodeus ocellatus
Rhodeus ocellatus là một loài cá nước ngọt nhỏ thuộc họ Cá chép (Cyprinidae). Đây là loài bản địa Đông Á, có phân bố trải dài từ lưu vực sông Amur đến lưu vực Châu Giang.
Cá mái thường dài 4–5 cm (1,6–2,0 in), còn cá trống dài 5–8 cm (2,0–3,1 in). Chúng có cơ thể dẹp ngang, thân ánh bạc. Cá trống chuyển sắc đỏ (đôi khi thành tím) vào mùa sinh sản (tháng 3-9) nhằm thu hút cá mái.

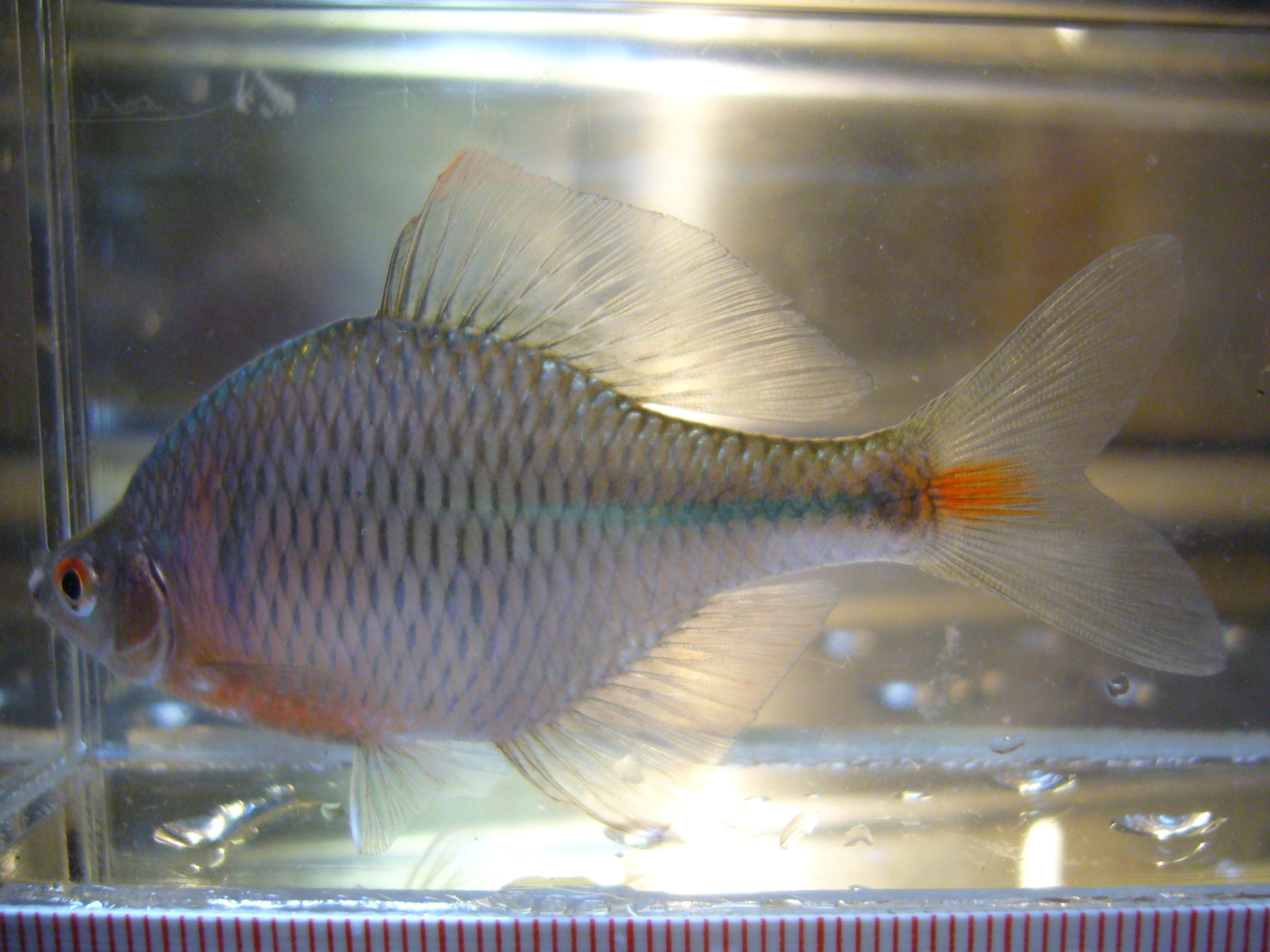
R. o. ocellatus
(cá trống)

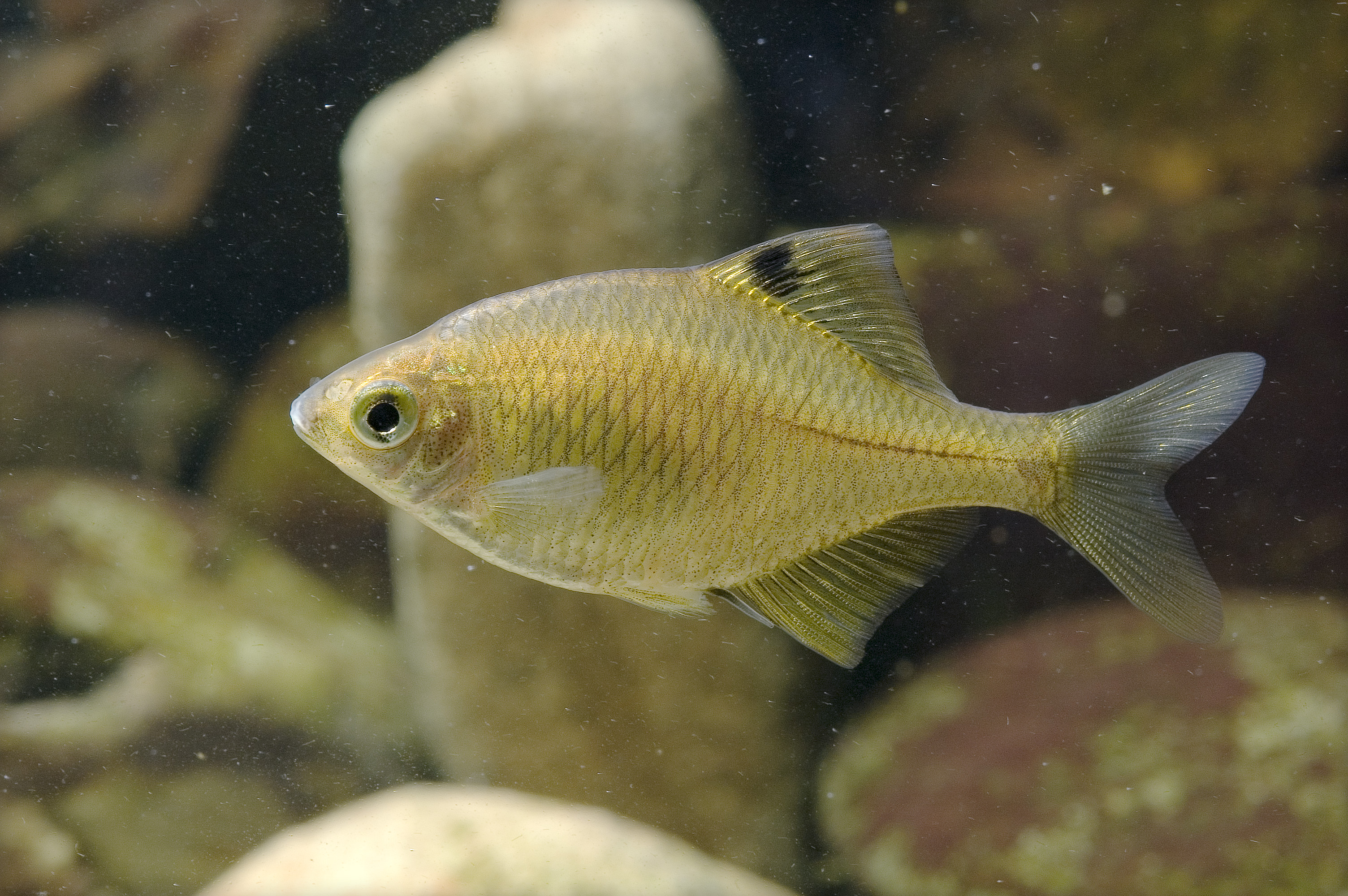
R. o. ocellatus
(cá mái)